# Fruits Basket
Fruits Basket (jap. フルーツバスケット furūtsu basuketto, deutsch ‚Früchtekorb‘) ist eine Manga-Serie der japanischen Zeichnerin Natsuki Takaya, die auch als Anime-Serie umgesetzt wurde. Die Shōjo-Serie ist den Genres Fantasy, Romantik und Drama zuzuordnen. Sie erzählt von einem Waisenmädchen, das in einem Haushalt junger Männer unterkommt, die alle verflucht sind. Sie alle verwandeln sich in eines der chinesischen Tierkreiszeichen, wenn sie eine Person des anderen Geschlechts umarmen.

## Handlung
Toru Honda ist eine Vollwaise. Als sie mit 16 Jahren das Haus ihres Großvaters für einige Zeit verlassen muss, steht die Schülerin auf der Straße. Sie schlägt ein Zelt auf, das ihr als Wohnort dienen soll. An einem Morgen, unterwegs von ihrem Zelt zur Schule, kommt sie an dem Haus der Soma-Familie (jap. 草摩家 Sōma ke) vorbei. Sie trifft mit einem Mitglied der Familie, Yuki Soma, zusammen, der zufällig auf dieselbe Schule wie sie geht. Abends auf dem Nachhauseweg fällt Yuki Torus Notlage auf, doch Toru denkt nicht daran, um Hilfe zu bitten. Erst ein Erdrutsch, der ihr Zelt zerstört und die Bitte der Somas bringen sie dazu, in das Haus der Familie zu kommen. Toru kann bei ihnen bleiben, solange sie sich um den Haushalt kümmert. Als Kyo, ein weiterer Sprössling der Familie und wie Toru und Soma 16 Jahre alt, ebenfalls kommt, um mit seinem Erzfeind Yuki abzurechnen, kommt Toru hinter das Geheimnis der Somas: Wenn Mitglieder der Familie von Personen des jeweils gegenteiligen Geschlechts umarmt werden oder sehr geschwächt sind, verwandeln sie sich in eines der zwölf chinesischen Tierkreiszeichen Eto, wobei Umarmungen von Angehörigen der Zwölf egal welchen Geschlechts untereinander zu keinen Verwandlungen führen. Diese Verwandlungen heben sich für gewöhnlich nach einiger Zeit von selbst wieder auf.
Trotz des Wissens um das Geheimnis des Soma-Clans darf sie weiter dort wohnen. Nach und nach lernt sie immer mehr Mitglieder der Familie kennen und findet deren Geheimnisse heraus. Denn der Fluch scheint noch über die Verwandlung hinauszugehen: Jeder der Verfluchten hat seine eigenen Geheimnisse, manche tragen mehr, manche weniger schwer an ihrem Schicksal. So wird Toru mit der Zeit zu einem Teil der Familie, vor allem Teil des Streits zwischen Yuki und Kyo. Dieser baut auf der Legende von den chinesischen Tierkreiszeichen auf. Nach der legte die Ratte die Katze herein, die daraufhin keinen Platz unter den Sternzeichen erhielt, und seither sind beide Tiere im Streit miteinander.

## Charaktere
Toru Honda (本田 透) hat ihren Vater im Alter von drei Jahren wegen einer Krankheit verloren. Seitdem versucht sie, seine sehr höfliche Sprechweise nachzuahmen, ist zuvorkommend, herzlich, aber auch schusselig. Sie versucht, alles von der guten Seite zu sehen. In der Schule hat sie zwei Freundinnen, Hanajima und Uotani, welche sie abgöttisch lieben. Eines Tages stirbt auch ihre Mutter, so dass sie bei ihrem Großvater einzieht. Als das Haus renoviert wird, lebt sie in einem Zelt, bis sie im Haus von Shigure Soma leben darf. Dort lernt sie jedes Mitglied der Eto kennen, versucht zu helfen, wo sie kann, und die familiären Probleme zu lösen. Das Oberhaupt der Familie hat jedoch etwas gegen sie. Mit der Zeit verliebt sie sich in Kyo Soma, die Katze.
Yuki Soma (草摩 由希) ist in Torus Klasse und der „Prinz“ ihrer Schule. Er wohnte noch nicht allzu lange bei Shigure Soma, als Toru hinzukam. Früher war er meistens bedrückt und lächelte nie, und die Erinnerungen an seine Kindheit lassen ihn manchmal im Selbstmitleid versinken. Sein zehn Jahre älterer Bruder Ayame, zu dem er kein gutes Verhältnis hat, ist ebenfalls verflucht. Er ist mit Kyo verfeindet und streitet sich die ganze Zeit mit ihm. Bei einer Umarmung mit anderen Geschlecht verwandelt er sich in eine Ratte.
Kyo Soma (草摩 夾) ist von der Katze besessen und somit kein Mitglied der Zwölf. Er versucht alles, um Yuki zu besiegen, da er, wenn er es schafft, bevor er die Oberschule abschließt, in den Kreis der Zwölf aufgenommen werden würde. Er ist zwar sehr aufbrausend, kann aber auch nett sein. Er verwandelt sich in eine Katze. Diese hat noch eine andere Form, die nur durch ein spezielles Armband verhindert werden kann, das der Träger des Katzenfluchs immer tragen muss, da diese Form sehr gefährlich ist.
Shigure Soma (草摩 紫呉) ist der Hund und der 27 Jahre alte Besitzer des Hauses, in dem Yuki und Kyo Soma und Toru Honda leben. Er hat eine besondere Beziehung zu Yukis großem Bruder Ayame. Sie machen zusammen gerne Witze über nächtliche Erlebnisse. Außerdem hat er eine außergewöhnliche Beziehung zu Akito Soma, welcher er zutiefst verfallen ist.
Ayame Soma (草摩 綾女) ein alter Schulfreund von Shigure und Hatori Soma. Er ist die Schlange und führt einen Laden mit Handarbeit, wo er „die romantischen Träume von Männern verwirklicht“.
Akito Soma (草摩 慊人) ist der versteckte Antagonist und handelt im Verborgenen gegen die Eto. Er selbst sieht sich als der Gute in diesem „Spiel“ und denkt, dass er die einzige Person ist, die die Eto akzeptieren kann. Jeder der Eto hat eine Vergangenheit mit ihm, die in den meisten Fällen traumatisierend ist. Später stellt sich heraus, dass Akito eine Frau ist und Shigure alles für sie tun würde.
Kureno Soma (草摩 紅野) ist das Huhn und der Stellvertreter Akitos. Im Laufe der Geschichte verliebt er sich in Arisa Uotani, die beste Freundin von Toru. Als er sich entscheiden muss zwischen ihr und Akito, wählt er jedoch Akito. Als diese ihn angreift, kehrt er ihr den Rücken und sucht sein Glück mit Uotani.

## Veröffentlichungen
Der Titel der Serie stammt von einem japanischen Kinderspiel ab. Bei diesem werden den Kindern die Namen von Früchten gegeben und sie nacheinander aufgerufen und in den Früchtekorb gepackt. Die Protagonistin Toru erhielt dabei den Namen Reisball und wurde so nie aufgerufen. Erst bei der Familie Soma hat sie endlich das Gefühl, angekommen und aufgenommen zu sein. Fruits Basket erschien in Japan von Juli 1998 bis November 2006 in Einzelkapiteln im monatlichen Manga-Magazin Hana to Yume. Der Hakusensha-Verlag brachte diese Einzelkapitel später regelmäßig in insgesamt 23 Sammelbänden heraus. Von September 2015 bis April 2020 erschien die Fortsetzung Fruits Basket Another, ebenfalls von Takaya. Die Kapitel wurden bis 2017 im Online-Magazin HanaLala Online und dann auf der Plattform Manga Park veröffentlicht. Die Serie erschien später auch in vier Sammelbänden. Ab April 2019 erschien im Hana to Yume die Ableger-Serie Fruits Basket: The Three Musketeers Arc. Sie wurde im August 2020 abgeschlossen und auch in zwei Sammelbänden herausgegeben.
Auf Deutsch erschien Fruits Basket in Einzelkapiteln monatlich im Manga-Magazin Daisuki von Carlsen Comics. Der Verlag hat von November 2003 bis Dezember 2010 alle 23 Sammelbände veröffentlicht. Die Übersetzung stammt von Nina Olligschläger. Die Fortsetzung, nun übersetzt von Antje Bockel, wird seit Juni 2023 unter dem Titel Fruits Basket Another Pearls von Carlsen in Doppelbänden herausgegeben. In Nordamerika brachte Tokyopop den Manga heraus, später erschien er bei Yen Press. In Frankreich erschien er bei Akata und danach bei Tonkam. Spanische Ausgaben wurden von Editorial Ivréa und Panini Comics, italienische von Dynit und Planet Manga herausgegeben. Glénat veröffentlichte die Serie in den Niederlanden, Comix-Art in Russland, Waneko in Polen, JBC in Portugal, Carlsen in Schweden und mehrere Verlage brachten den Manga in unterschiedlichen chinesischen Fassungen in Hongkong, Festlandchina und auf Taiwan heraus. Die Fortsetzung erschien in Übersetzungen in Englisch, Französisch und Spanisch. Der Three Musketeers Arc wurde in englischer Übersetzung von Yen Press herausgegeben.

## Verfilmungen
Auf der Grundlage der Manga-Serie produzierte Studio Deen eine 26 Folgen lange Anime-Serie, bei der Akitarō Daichi Regie führte. Das Drehbuch stammt von Rika Nakase und das dem Original treue Charakterdesign entwarf Akemi Hayashi. Mangaka Natsuki Takaya hat das Drehbuch gegengelesen, hatte aber keinen großen Einfluss darauf und hat die Arbeit ansonsten dem Produktionsteam überlassen. Die künstlerische Leitung lag bei Chikako Shibata. Für den Ton waren Akitarō Daichi und Yasunori Ebina verantwortlich, für die Kameraführung Masayuki Kawaguchi. Die Produzenten waren Masami Yanagihara, Noriko Kobayashi und Tatsuji Yamazaki. Die Serie wurde vom 5. Juli 2001 bis zum 27. Dezember 2001 auf dem japanischen Fernsehsender TV Tokyo ausgestrahlt. Es folgten Fernseh-Ausstrahlungen auf Englisch, Französisch, Spanisch und Tagalog sowie Veröffentlichungen in China, Brasilien, Russland und Südkorea.
Für 2019 entstand eine Neuverfilmung mit dem Titel Fruits Basket 2019 bei TMS Entertainment. Das Drehbuch von Taku Kishimoto wurde von Yoshihide Ibata inszeniert. Das Charakterdesign entwarfen Koichi Kikuta und Masaru Shindō. Für die künstlerische Leitung war Tamako Kamiyama zuständig und die Tonarbeiten leitete Jin Aketagawa. Für die Kameraführung war Nozomi Shitara verantwortlich. Die 63 Folgen wurden in drei Staffeln bei TV Tokyo, TVO, TVA und AT-X ausgestrahlt, beginnend mit dem 6. April 2019. Die letzte Folge wurde am 29. Juni 2021 gezeigt. Während die ersten beiden Staffeln je 25 Folgen lang waren, zählte die dritte nur 13 Folgen. Es folgten internationale Ausstrahlungen in Englisch und Französisch sowie Online-Veröffentlichungen auf Streaming-Plattformen. Darunter zunächst bei Wakanim und später bei Crunchyroll auf Deutsch.
Am 18. Februar 2022 kam der Film Fruits Basket -prelude- in die japanischen Kinos, der das Ende der Geschichte neu erzählt. Der 88 Minuten lange Film entstand ebenfalls bei TMS Entertainment mit dem gleichen Team wie die Fernsehserie.

### Synchronisation
Die deutsche Synchronisation der Serie von 2019 entstand im Studio Alpha Postproduktion in München. Regie führte Katharina von Daake, die gemeinsam mit Andrea Pichlmaier auch die Dialogbücher verfasst hat.
| Rolle          | japanischer Sprecher (Seiyū) 2001                   | japanischer Sprecher 2019 | deutscher Sprecher 2019  |
| -------------- | --------------------------------------------------- | ------------------------- | ------------------------ |
| Toru Honda     | Yui Horie (Anime) Hiroko Konishi (Hörspiel)         | Manaka Iwami              | Laura Jenni              |
| Yuki Soma      | Aya Hisakawa                                        | Nobunaga Shimazaki        | Maximilian Belle         |
| Kyo Soma       | Tomokazu Seki                                       | Yuuma Uchida              | Max Felder               |
| Shigure Soma   | Ryōtarō Okiayu                                      | Yuuichi Nakamura          | René Oltmanns            |
| Arisa Uotani   | Yuka Imai                                           | Atsumi Tanezaki           | Farina Brock             |
| Saki Hanajima  | Reiko Yasuhara (Anime) Yumi Tōma (Hörspiel)         | Satomi Satou              | Shandra Schadt           |
| Hatori Soma    | Kazuhiko Inoue                                      | Kazuyuki Okitsu           | Maximilian Laprell       |
| Momiji Soma    | Ayaka Saitō (Anime) Miki Nagasawa (Hörspiel)        | Megumi Han                | Eleni Möller             |
| Hatsuharu Soma | Akio Suyama                                         | Makoto Furukawa           | Hubertus von Lerchenfeld |
| Kagura Soma    | Kotono Mitsuishi (Anime) Yuri Shiratori (Hörspiel)  | Rie Kugimiya              | Patricia Strasburger     |
| Ayame Soma     | Mitsuru Miyamoto (Anime) Takehito Koyasu (Hörspiel) | Takahiro Sakurai          | Martin Bonvicini         |
| Kisa Soma      | Kaori Nazuka                                        | Reina Ueda                | Anouk Elias              |
| Hiro Soma      | Yuriko Fuchizaki                                    | You Taichi                | Sebastian Fitzner        |
| Ritsu Soma     | Miina Tominaga                                      | Kengo Kawanishi           | Tobias John von Freyend  |
| Akito Soma     | Murasaki Wakaba                                     | Maaya Sakamoto            | Marcia von Rebay         |

### Musik
Die Musik der ersten Serie wurde von Jun Abe und Seiji Muto komponiert. Der Soundtrack enthält langsame, zarte oder etwas melancholische Melodien, in denen die Glasorgel dominiert, sowie muntere, fröhliche Töne und ein paar schnelle Heavy-Metal-Stücke. Einzelne Stücke werden fast vollständig von Schlagzeug, Geige, oder Shamisen mit Rohrflöte bestritten. Die Melodien reichen von Zirkusklängen bis zu traditionell-japanisch anmutenden Stücken. Das Vorspannlied ist For Fruits Basket von Ritsuko Okazaki und der Abspann ist mit Chiisana Inori; Small Prayer von Ritsuko Okazaki unterlegt. Am Ende der 25. Folge ist Serenade von Ritsuko Okazaki zu hören.
Die Musik der zweiten Serie komponierte Masaru Yokoyama. Die Vorspannlieder sind:
- Again von Beverly
- Chime von Ai Ohtsuka
- Prism von AmPm ft Miyuna
- Home von Asako Toki
- Pleasure von Warps Up

Die Abspannlieder sind:
- Lucky Ending von Vickeblanka
- One Step Closer von Intersection
- ad meliora von The Charm Park
- Eden von Monkey Majik
- Haru Urara von Genic

Innerhalb einzelner Folgen wurden diese Lieder eingespielt:
- Mogeta no Uta von Etsuko Kozakura (Folge 3)
- Umareru Negai von Uta Aly (Folge 5 und 8)

In Japan erschien der Soundtrack unter dem Titel Fruits Basket – Memory For You bei King Records auf CD.

## Weitere Adaptionen
1999 wurde vom Hana to Yume eine vierteilige Hörspielserie mit einer neuen Geschichte zu Fruits Basket herausgegeben. Die Sprecher waren andere als später bei der Animeserie. Am 16. April 2004 erschien bei Hakusensha ein Artbook zum Manga mit Illustrationen auf 101 Seiten. Es folgten zwei Fanbooks mit Hintergrundinformationen, Zusammenfassungen und Charakterprofilen am 19. Mai 2005 und am 19. März 2007.
Im Februar und März 2009 wurde im Galaxy Theater von Tokio ein Theaterstück zur Serie aufgeführt. Es wurde aufgeführt von der nur aus Männern bestehenden Truppe Gekidan Studio Life. Mit Fruits Basket The Stage folgte ab 4. März 2022 ein weiteres Stück in der Nihonbashi Mitsui Hall in Tokio.

## Rezeption
Die ersten vierzehn Sammelbände verkauften sich in Japan bis Sommer 2004 über elf Millionen Mal, bis Frühling 2007 verkauften sich die 23 Bände über achtzehn Millionen Mal. Besonders erfolgreich war der Manga in Nordamerika, wo er sich bis 2006 über zwei Millionen Mal verkaufte und zu dieser Zeit den Markt dominierte. Damit war er erfolgreicher als das zur gleichen Zeit erscheinende Naruto und gelangte auch auf allgemeine Bestsellerlisten wie der USA Today. Von der Fortsetzung konnte sich der erste Band über 100.000 Mal, der zweite Band über 122.000 Mal in den ersten Wochen nach Veröffentlichung verkaufen. Der Manga gewann 2001 den Kodansha-Manga-Preis in der Kategorie Shōjo. 2008 war er für den Seiun-Preis nominiert.
Laut Jason Thomspon biete das Szenario des Mangas mit auf perfekte Weise un-bedrohliche Jungs für die Protagonistin und die Leserinnen. Trotz der offenherzigen Heldin und den einfachen Zeichnungen mit großen Augen werde die Serie überraschend oft traurig und tauche in die Themen „Einsamkeit, Erwachsenwerden und Bedürfnis nach Familie“ ein. Mit Fortschreiten der Handlung treten die Verwandlungen und Kampfkünste der ersten Kapitel in den Hintergrund und die persönlichen Schicksale der vielen, aber gut erzählten Charaktere treten hervor. Comedy wie bei Ranma ½ sei dagegen nicht zu erwarten. So sei der Manga „weder besonders gut gezeichnet noch witzig“, aber dennoch faszinierend „wie ein süßer, melancholischer Traum“. Die Anime Encyclopedia fasst die erste Fernsehserie zusammen als „flauschige Tiere, Magie und Schulmädchen-Schwärmereien“.
Auch Jeremy Day bestätigt in 1001 Comics, dass die übernatürlichen Elemente nur einen erzählerischen Rahmen bilden, innerhalb dessen wechselnde Charaktere in den Vordergrund treten: „So entsteht mit der Zeit ein eindrucksvoller Cast von Figuren, die alle ihre eigenen Probleme, Träume, Macken und Vorstellungen haben“. Dass sich die Figuren auch weiterentwickeln und reifen, mache die komplette Serie zur „lohnenswerten Lektüre“ – „alles im besten Sinne unterhaltsam eingebettet in bizarre Abenteuer, große Dramen, Leid und Tränen, aber auch köstliche Späße“. Für Nicolas Duarte von der Newtype USA ähneln die Charaktere und ihre Interaktionen an Fushigi Yuugi, das auf ähnliche Weise emotionale Reaktionen auslöse, und auch die Verwendung mythologischer Elemente verbinde beide Serien. Zu Anfang sei die Geschichte vor allem das übliche romantische Mädchen-trifft-Junge-Schema, aber die sich im Hintergrund entwickelnde Geschichte mache Lust auf mehr. Der Zeichenstil sei recht gewöhnlich, aber solide und konsistent, das Paneling jedoch manchmal verwirrend. Die AnimaniA schreibt, „der lustig-spannende Bishônen-Manga bietet gekonnte Slapstick-Einlagen, aufgepeppt mit einer gehörigen Portion Lebensmut“. Der Soundtrack des Animes, so die MangasZene, hätte anderswo kitschig gewirkt, unterstütze bei Fruits Basket aber perfekt die Stimmung und drücke die Magie und Zerbrechlichkeit der einsamen Charaktere aus. Er sei vielseitig und die Melodien größtenteils sehr eingängig, daher auch Fans von Instrumentalmusik zu empfehlen, die die Serie nicht kennen.